# École nationale supérieure de techniques avancées Bretagne
École nationale supérieure de techniques avancées Bretagne (ENSTA Bretagne) – francuska politechnika w Brest, zaliczająca się do Grandes écoles.
Uczelnia została założona w 1971 jako École nationale supérieure des ingénieurs des études et techniques d'armement.